# Казахстанська організація скаутського руху
Казахстанська організація скаутського руху (каз. Скауттык Қозғалыс Ұіымы Қазақстан) — національна скаутська організація Казахстану, заснована в 1992 році. Організація є членом ВОСР з 2008 року. Станом на 2011 рік чисельність організації становить 1223 людини
Штаб-квартира організації знаходиться за адресою:
```
м. 
Павлодар
, вулиця 1 травня, будинок 27,
офіс 338.
```

## Історія
У 1990 році в Москві відбувся конгрес зацікавлених скаутським рухом, де Казахстан представляв Віктор Деймунд (зараз президент Скаутського руху Казахстану). На конгресі було створено Асоціацію Відродження Російського Скаутингу. Казахстанські скаутські гуртки приєднались до Російської асоціації Скаутів/Навігаторів.
Віктор Деймунд та Олег Можейко організували перший скаутський гурток у Павлодарі в 1991 році. Публікації про скаутів з'явилися в республіканських газетах. Згодом, на адресу казахстанських скаутів прийшли сотні листів із проханням допомогти в організації скаутських гуртків в інших частинах Казахстану. Павлодарські скаути почали видавати та розсилати літературу на скаутську тематику, і пізніше скаутські гуртки виникли в різних містах Казахстану.
28 грудня 1992 року, Організацію Скаутського Руху Казахстану (ОСРК) було зареєстровано в Міністерстві Юстиції, а в 1993 відбувся перший вишкіл (тренування) для скаутських лідерів. Влітку 1993 року відбувся всеказахстанський табір «Стріла Джасибая», названий на честь героя казахських міфів. У 1994 році в Казахстані було видано книжку «Скаутинг для всіх». У тому ж році казахські скаути взяли участь у заходах Всесвітнього Скаутського Комітету в Криму. Під час заходу Президент організації Віктор Деймунд обговорив розвиток скаутингу в Казахстані із Жаком Мореілоном — генеральним секретарем ВОСР. Того ж року казахстанські скаути взяли участь у міжнародному семінарі «Скаутинг: Молодь без кордонів» у Марокко. У 1995 делегація скаутів з Казахстану відвідала 18-те Всесвітнє Скаутське Джемборі в Нідерландах.
Починаючи з 1994 року Казахстанська Організація Скаутського Руху почала отримувати фінансову та організаційну допомогу від німецької скаутської асоціації «Bund der Pfadfinderinnen und Pfadfinder» (BdP, Союз слідопиток і слідопитів). Також почали відбуватись обміни молоддю. 20 німецьких скаутів відвідали Національний табір у Казахстані 2002 року. Кожного року скаути з ОСРК та BdP зустрічаються на таборах або з'їздах у Німеччині або Казахстані.
У 1999 казахстанські скаути організували Перший Міжнародний Скаутський Табір «Кахарман-99». У 2004 році, за допомогою Інтернету відбувся двогодинний діалог між скаутами Казахстану та Узбекистану. В процесі діалогу казахстанські скаути назвали основною проблемою розвитку скаутського руху в Казахстані брак коштів.

## Діяльність
ОСРК діє за скаутською методикою та традиціями. Один або два рази на тиждень відбуваються збори окремого гуртка скаутів. Один раз на місяць відбуваються збори скаутського загону (рос. Отряд).
Влітку відбуваються наметові табори, де скаути організовують ігри, туристичні змагання, смуги перешкод, майстер-класи, співи. У позатаборовий час казахстанські скаути організовують громадські акції — «Перемога в обличчях» до дня 9 травня, «Весінній тиждень добра» коли скаути допомагають прибирати парки, відвідують сиротинці та будинки для людей похилого віку.
Казахстанські скаути беруть участь у міжнародних скаутських заходах — Джемборі, конференції, семінари, зустрічі.
ОСРК активно співпрацює із німецькими скаутами. Щорічно відбуваються обміни молоддю, спільні заняття і табори. Казахстанські скаути кожного року відвідують Німеччину.
Згідно із даними офіційного сайту організації:
- Філіали ОСРК охоплюють 9 областей Казахстану;
- За увесь час існування організації через її лави пройшло близько 30 тисяч осіб;
- Організовано 150 соціальних акцій республіканського та регіонального значення;
- Організовано 100 семінарів;
- Загальний тираж друкованої продукції ОСРК сягає 80 тис;
- Встановлено зв'язки зі скаутськими організаціями 20 країн світу.

## Вступ у ВОСР
ОСРК подала заяву на вступ у ВОСР у жовтні 2007 року. Всесвітній Скаутський Комітет розглянув заяву і рекомендував її задовольнити. ОСРК стало членом ВОСР 16 січня 2008 року. Оскільки за допомогу ОСРК була відповідальна Німеччина, казахстанські скаути мали право увійти у склад Європейського регіону ВОСР, натомість вони приєдналися до Євразійського регіону.

## Ідеологія
Казахстанські скаути живуть згідно зі Скаутською присягою та Скаутським Законом. Членом ОСРК може стати людина будь-якої статі, національності та релігійних поглядів.
Агітуванням і поширенням інформації про скаутський рух займаються юнаки, дорослі допомагають в організації цього процесу.
Скаутське гасло — Будь Готовий, казахською мовою — Dayyin Bol. Казахські скаути носять темно-зелений однострій.
Емблема ОСРК включає в себе лілею — символ всесвітнього скаутського руху та елементи національного прапора Казахстану, розміщені в мусульманському символі Руб Ель Хізб (۞).
Скаутський закон:
- Скаут вірний Богові та відданий Батьківщині;
- Скаут чесний;
- Обов'язок скаута — допомагати іншим;
- Скаут є другом кожній іншій людині та братом кожному іншому скауту;
- Скаут ввічливий;
- Скаут є другом природи;
- Скаут слухається батьків та скаутських лідерів;
- Скаут ощадливий та поважає чужу власність;
- Скаут посміхається та ніколи не падає духом;
- Скаут старанний і наполегливий;
- Скаут стриманий;
- Скаут чистий думками, словами та справами.

## Структура
Вікові групи:
- Молодші скаути — від 7 до 10 років;
- Скаути — від 11 до 14 років;
- Старші скаути — від 15 до 17 років;
- Скаут-лідери — від 18 років;

Національна Рада ОСРК складається з 11 членів — 7 жінок та 4 чоловіків. ОСРК має 3-х постійних найнятих працівників. Голова Ради — Віктор Георгійович Деймунд.